# زيد الخشيم
زيد بن سلامة الخشيم (غ.م-1294هـ/1877م) شاعر وزعيم الخشيمات في بلدة قفار في عصر إمارة آل رشيد. أحد الرجال الذين خرجوا مع عبدالله بن رشيد إلى العراق، ووقفوا بجانبه اثناء تأسيس الإمارة.

## عصره
```
ثبت أن زيد الخشيم عاصر إمارة آل علي في حائل في عهد أميرها محمد بن عبد المحسن آل علي،  كما أنه من أصحاب الأمير 
عبدالله آل رشيد
 قبل قيام إمارة آل رشيد وبعد قيامها في حائل عينه الأمير عبد الله آل رشيد أميرًا على قفار تقديرًا لجهوده مع الأمير في مرحلة التي سبقت تأسيس إمارة آل رشيد. كما أنه شهد عهود أمراء إمارة آل رشيد وكان آخرهم الأمير محمد العبد الله آل رشيد ؛ إذ توفي في عهده.
[
2
]
```

## إمارته على قفار
بعدما تولى زيد الخشيم إمارة قفار سعى أن تكون له أرض زراعية في أعلى قفار، وتم له مراده، فحفر بئرًا وزرع بها أنواع مختلفة من المزروعات وبني له قصرًا، وسمى مكانه هذا بالفرعة، وقال فيها القصائد ومن أبياتها:

## كرمه
رويت العديد من الروايات حول كرم زيد الخشيم ومنها:
" أن "زيد الخسيم" كان في الرياض عند الإمام "فيصل بن تركي" فأناخ عند بيته أحد شيوخ قبيلة عنزة ومعه رجال من قبيلته، قال العرفي أنهم أربعون رجلاً، وقال السويداء أنهم أربعمائة رجل، فقامت امرأة زيد الخشيم وهي "شيماء الخالدية" الملقبة بـ "الصنيته" بواجب ضيافتهم على أتم وجه، وعندما قدمت الطعام لهم قالت: " سموا الله يحييكم، على فضل من إذا غاب وصى، وإذا حضر تقصى".
وتقول الرواية أن هذه المرأة نحرت لضيوفها أحد السواني، وهي الإبل التي تنضح الماء من الآبار لري الفلاحة، لأنها لم تجد غيرها، وكان هذا هو غاية الكرم والجود عند العرب، وقد أشاد هؤلاء العنزيزن بكرم تلك المرأة وترحيبها بهم باسم زوجها لدى أمير حائل ولدى الإمام فيصل بن تركي، فارتفعت منزلة الخشيم وذاع صيته بين الكرماء".

## وصلات خارجية
- كرم زيد الخشيم